# Kelly Rickon
Kelly Anne Rickon (* 27. Oktober 1959 in San Diego) ist eine ehemalige US-amerikanische Ruderin. Sie gewann 1984 die olympische Silbermedaille im Doppelvierer.
Die 1,71 m große Kelly Rickon begann zunächst als Ruderin, wechselte dann aber auf die Position der Steuerfrau. Bei den Ruder-Weltmeisterschaften 1979 belegte sie mit dem gesteuerten Doppelvierer den sechsten Platz. 1980 gehörte sie zum US-Team für die Olympischen Spiele in Moskau, das wegen des Olympiaboykotts nicht antreten durfte. Bei den Ruder-Weltmeisterschaften 1983 belegte sie mit dem Doppelvierer den fünften Platz hinter den Booten aus der Sowjetunion, der DDR, Bulgarien und Rumänien.
Bei den Olympischen Spielen 1984 in Los Angeles waren die Sowjetunion, die DDR und Bulgarien wegen ihres Olympiaboykotts nicht am Start. Im Doppelvierer vertraten Anne Marden, Lisa Rohde, Joan Lind, Virginia Gilder und Steuerfrau Kelly Rickon die Vereinigten Staaten. Die Crew des Gastgeberlandes gewann den zweiten Vorlauf und erhielt im Finale hinter den Rumäninnen und knapp vor dem dänischen Boot die Silbermedaille.
Nach ihrem Studium war Rickon an der Point Loma Nazarene University beschäftigt.